# デジタルデータソリューション
デジタルデータソリューション株式会社（略称：DDS）は、東京都港区六本木の六本木ヒルズ森タワーに本社を置く、データソリューション専門のIT企業である。

## 概要
1999年6月創業。創業当初はインターネット関連のサービスを手がけていたが、2003年からデータ復旧事業を開始する。
2016年1月、第二創業に際して「企業理念-DDS WAY」を制定。「困った人を助け、困った人を生み出さず、世界中のデータトラブルを解決する」という経営理念に基づき、社会に貢献するという自社の存在意義を表明した。
2021年12月現在、諸外国の企業や研究者と共に技術開発に取り組みながら、3つのソリューション領域（データリカバリー、デジタル・フォレンジック、セキュリティ）を軸に、デジタルデータトラブルの問題解決を専門的かつ総合的に行っている。

## 主な事業
データリカバリー事業
デジタルデータソリューションの基幹事業。データ復旧業界では最大手のシェアを持つ「デジタルデータリカバリー」を運営している。クラス100のクリーンルーム完備。
フォレンジクス事業
デジタル・フォレンジックサービス「デジタルデータフォレンジック」を運営している。デジタル端末に残されたログから、サイバーセキュリティ調査や法的紛争の支援を行う。
セキュリティ事業
C&Cサーバとの不正通信を防ぐサービス「デジタルデータハッキング」を運営している。
その他ビジネス
デジタルデータワランティ：データ復旧保証サービス
デジタルデータバックアップ：バックアップサービス
デジタルデータアイズ：不正監視サービス
デジタル遺品サービス

## 受賞・表彰歴
- 2021年
  - 第12回東京都経営革新優秀賞（データリカバリー事業）[4]

## 沿革
- 1999年6月 - 茨城県古河市にインターネットオーナーズ株式会社（資本金1,100万円）として創業。初代代表は白田肇。当初はホームページ作成サービスを主力事業とする。
- 2000年 - 本社を東京都中央区銀座に移転。
- 2003年 - データ復旧サービス「デジタルデータリカバリー」を開始。
- 2009年12月 - 商号をOGID株式会社に変更し、多角化経営に進出。
- 2014年  
  - 6月30日 - 多角化経営の失敗により多額の負債を抱え、民事再生法の適用を申請。
  - 本社を東京都中央区築地に移転。野口誠に代わり、熊谷聖司が代表取締役社長に就任する。再生計画の認可決定。
- 2015年12月 - 負債を1年で完済し、経営を再建[2]。民事再生手続きを終結。
- 2016年 - 商号をデジタルデータソリューション株式会社に変更。データトラブルの問題解決に事業を一本化。
- 2017年  
  - 2月 - 本社を東京都中央区銀座に移転。
  - 8月 - デジタル・フォレンジックサービス「デジタルデータフォレンジック」を開始。
  - 12月 - 株式会社ラックと資本提携。
  - データバックアップサービスを開始。
  - データ復旧保証サービスを開始。
  - フォレンジックサービスを開始。
- 2018年  
  - 10月 - セキュリティサービス「デジタルデータハッキング」を開始。
  - セキュリティ製品DDHBOXの提供を開始し、セキュリティ事業に参入。
- 2021年  
  - 2月10日 - 子会社のデータリカバリーサービス株式会社を吸収合併。
  - 8月1日 - 本社を東京都港区六本木（六本木ヒルズ森タワー）に移転。
- 2023年 - 事前に機器の故障を予測するデータプロフェットサービスを開始。
- 2024年 - リコージャパン株式会社と資本業務提携を実施。
  - サイバー攻撃を監視・解析・対処するSOCサービス「D-SOC」開始[5]。

## 拠点
- 東京本社

東京都港区六本木6丁目10番1号 六本木ヒルズ森タワー15階
- 神奈川

神奈川県横浜市中区桜木町1-1-7 ヒューリックみなとみらい10階
- 大阪

大阪府大阪市北区梅田2-2-2 梅田ヒルトンプラザウエスト オフィスタワー19F
- 名古屋

愛知県名古屋市西区牛島町6-1 名古屋ルーセントタワー40階
- 福岡

福岡県福岡市博多区博多駅前1-15-20 NMF博多駅前ビル2階

## 取得済認証
- ISO27001（ISMS 認証）[6]
- Pマーク